# K-Wagen
A K-Wagen vagy Großkampfwagen (nagyharckocsi) a német hadsereg szupernehéz-harckocsi konstrukciója volt az első világháború során. A járműből két prototípus is részlegesen elkészült, de az antant győzelme minden további német harckocsi-tervezési munka végét jelentette.